# IFK Norrköping (féminines)
Maillots
La section féminine de l'IFK Norrköping est un club féminin de football suédois fondé en 2009 et basé à Norrköping.

## Histoire
La section féminine est fondée en 2009, à partir notamment du Smedby AIS.
En 2020, Norrköping remporte le championnat de troisième division.
Lors de la saison 2022, le club décroche le titre en Elitettan (D2) et est promu en première division.
Pour sa première saison en Damallsvenskan, Peking atteint la neuvième place. En 2024, Norrköping termine à la cinquième place du championnat.

## Rivalités
Norrköping dispute l'östgötaderby face à Linköping.